# Bank of the Philippine Islands
Die Bank of the Philippine Islands (kurz BPI; Spanisch: Banco de las Islas Filipinas, Filipino: Bangko ng Kapuluang Pilipinas) ist eine Universalbank auf den Philippinen mit heutigem Hauptsitz in Makati City, Manila.
Das Institut verfügt über mehr als 900 Geschäftsstellen in den Philippinen, Hong Kong und Europa.

## Geschichte
Die BPI wurde während der spanischen Kolonialzeit als El Banco Español Filipino de Isabel II gegründet, benannt nach der Spanischen Königin Isabella II., der Tochter von König Ferdinand VII. (Spanien).
Der königliche Erlass zur Gründung der Banco Español-Filipino ermächtigte diese zudem zum Druck philippinischer Währung. Damit war es das erste Mal, dass der philippinische Peso im Land gedruckt wurde. Vor 1851 waren zahlreiche andere Währungen im Umlauf, vor allem der mexikanische Peso.